# Shahmoskén

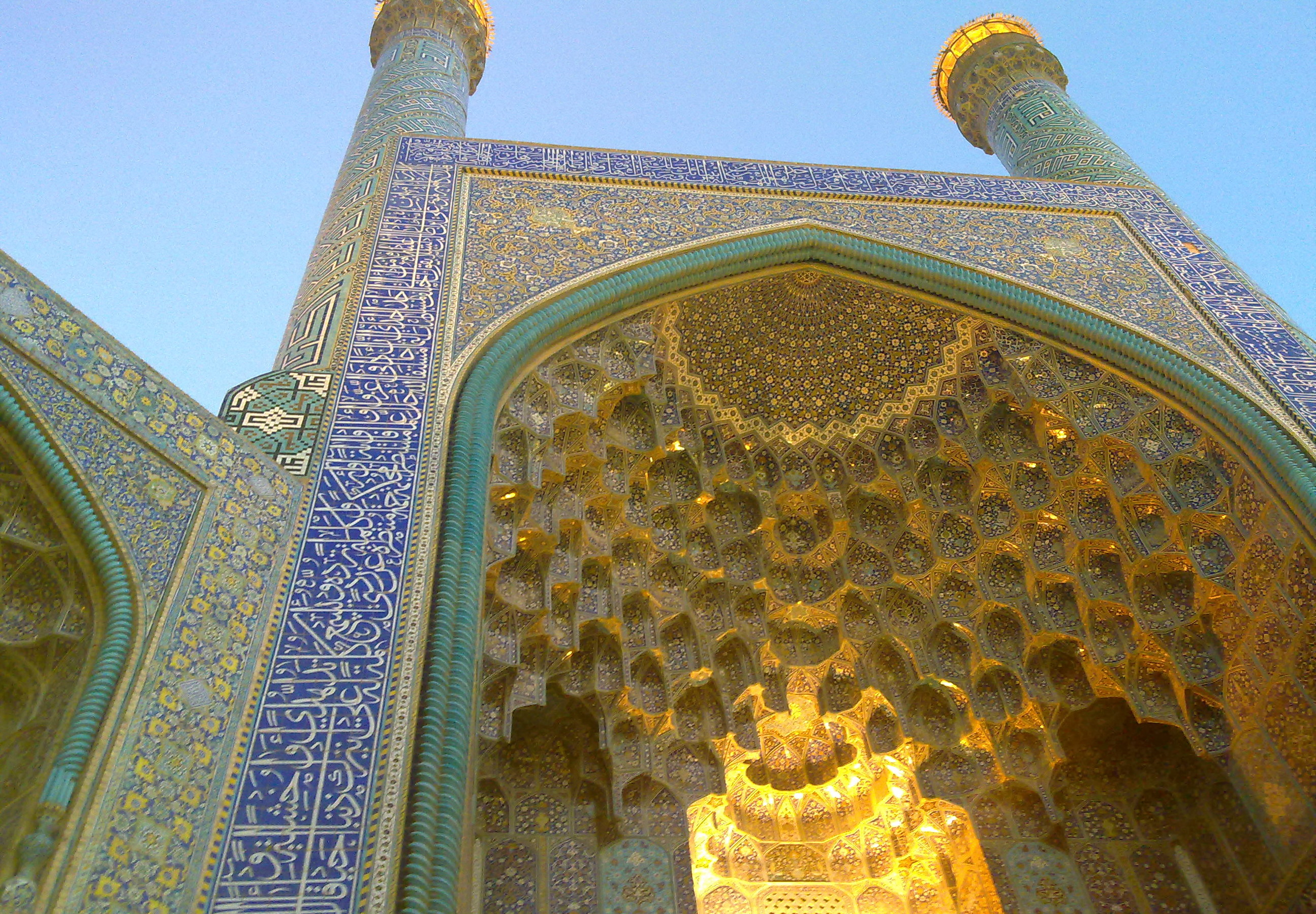
Entréportalen till Shahmoskén

Shahmoskén, benämnd Imammoskén efter revolutionen 1979, är en moské i Esfahan i Iran. Den anses vara en av de vackraste moskéerna i världen och är registrerad som ett världsarv av UNESCO. Den ansluter till Naqsh-e Jahantorget, som är ett av världens största torg. Byggnationen av moskén började 1611 med entréportalen och "avslutades" med kupolen 1629, det sista året för beställaren Shah Abbas styre.